# Paul Denham Austerberry
Paul Denham Austerberry ist ein Szenenbildner und Artdirector.

## Leben
Austerberry begann seine Karriere im Filmstab 1992 als Assistent in der Requisite bei den Dreharbeiten zum kanadischen Filmdrama Giant Steps mit Billy Dee Williams in der Hauptrolle. 1994 war er am Musikfilm Satie and Suzanne erstmals als Artdirector tätig. Michael Apteds Kriminalfilm Extrem … mit allen Mitteln war Austerberrys erste große Hollywoodproduktion. Seit 1997 ist er vor allem als Szenenbildner tätig und wirkte unter anderem an The Tuxedo –  Gefahr im Anzug, Das Ende – Assault on Precinct 13 und Eclipse – Biss zum Abendrot.
2018 war er für Guillermo del Toros Fantasyfilm Shape of Water – Das Flüstern des Wassers zusammen mit Shane Vieau und Jeffrey A. Melvin für den Oscar in der Kategorie Bestes Szenenbild sowie den BAFTA Film Award in der Kategorie Bestes Szenenbild nominiert. Den Oscar konnte er schließlich auch gewinnen. Im selben Jahr wurde er in die Academy of Motion Picture Arts and Sciences berufen, die jährlich die Oscars vergibt.

## Filmografie (Auswahl)
- 1996: Extrem … mit allen Mitteln (Extreme Measures)
- 1998: Half Baked – Völlig high und durchgeknallt (Half Baked)
- 1999: Forever Mine – Eine verhängnisvolle Liebe (Forever Mine)
- 2000: X-Men
- 2000: Mercy – Die dunkle Seite der Lust (Mercy)
- 2001: Exit Wounds – Die Copjäger (Exit Wounds)
- 2002: The Tuxedo – Gefahr im Anzug (The Tuxedo)
- 2004: Resident Evil: Apocalypse
- 2005: Das Ende – Assault on Precinct 13 (Assault on Precinct 13)
- 2008: Death Race
- 2009: Amelia
- 2010: Eclipse – Biss zum Abendrot (The Twilight Saga: Eclipse)
- 2013: Libertador
- 2014: Pompeii
- 2017: Shape of Water – Das Flüstern des Wassers (The Shape of Water)
- 2018: The Christmas Chronicles
- 2019: Es Kapitel 2 (It Chapter Two)
- 2023: The Flash

## Auszeichnungen (Auswahl)
- 2018: Oscar in der Kategorie Bestes Szenenbild für Shape of Water – Das Flüstern des Wassers
- 2018: BAFTA Film Award in der Kategorie Bestes Szenenbild für Shape of Water – Das Flüstern des Wassers